# Fishia exhilarata
Fishia exhilarata är en fjärilsart som beskrevs av Smith 1903. Fishia exhilarata ingår i släktet Fishia och familjen nattflyn. Inga underarter finns listade i Catalogue of Life.